# 四氯化钨
四氯化钨是一种钨的氯化物。

## 制备
四氯化钨可以由六氯化钨被铝、四氯乙烯 或六羰基钨 还原而成。
{\displaystyle \mathrm {3\ WCl_{6}+2\ Al\longrightarrow 3\ WCl_{4}+2\ AlCl_{3}} }
{\displaystyle \mathrm {2\ WCl_{6}+W(CO)_{6}\longrightarrow 3\ WCl_{4}+6\ CO} }

## 性质
四氯化钨是一种黑色固体，会水解。 在 450 °C 下，四氯化钨会歧化成二氯化钨和五氯化钨。它剩正交晶系，类似于四氯化铌，晶格常数为 a = 807 pm、b = 889 pm、c = 685 pm。 它对空气和湿气敏感，但可以在氮气气氛中无限期保存。 四氯化钨不溶于有机溶剂。

## 用处
四氯化钨可用于生产其他钨(IV)化合物。